# Abbaye de Saint-Sulpice
À ne pas confondre avec l'abbaye d'inspiration bénédictine Saint-Sulpice des Bois, située en Bretagne.
L'abbaye de Saint-Sulpice est une ancienne abbaye cistercienne située à Thézillieu (Ain), en France et aujourd'hui en ruines.

## Localisation
L'abbaye est située dans le département français de l'Ain, sur la commune de Thézillieu.

## Architecture et Description
Jean Anthelme Brillat-Savarin, dans sa description de 1782, juge l'abbaye « située sur une des plus hautes montagnes de l'arrondissement, au moins cinq mille pieds [1 524 mètres] au-dessus du niveau de la mer ». En réalité, l'abbaye est située dans une combe à l'ouest du village de Thézillieu, à 796 mètres d'altitude.

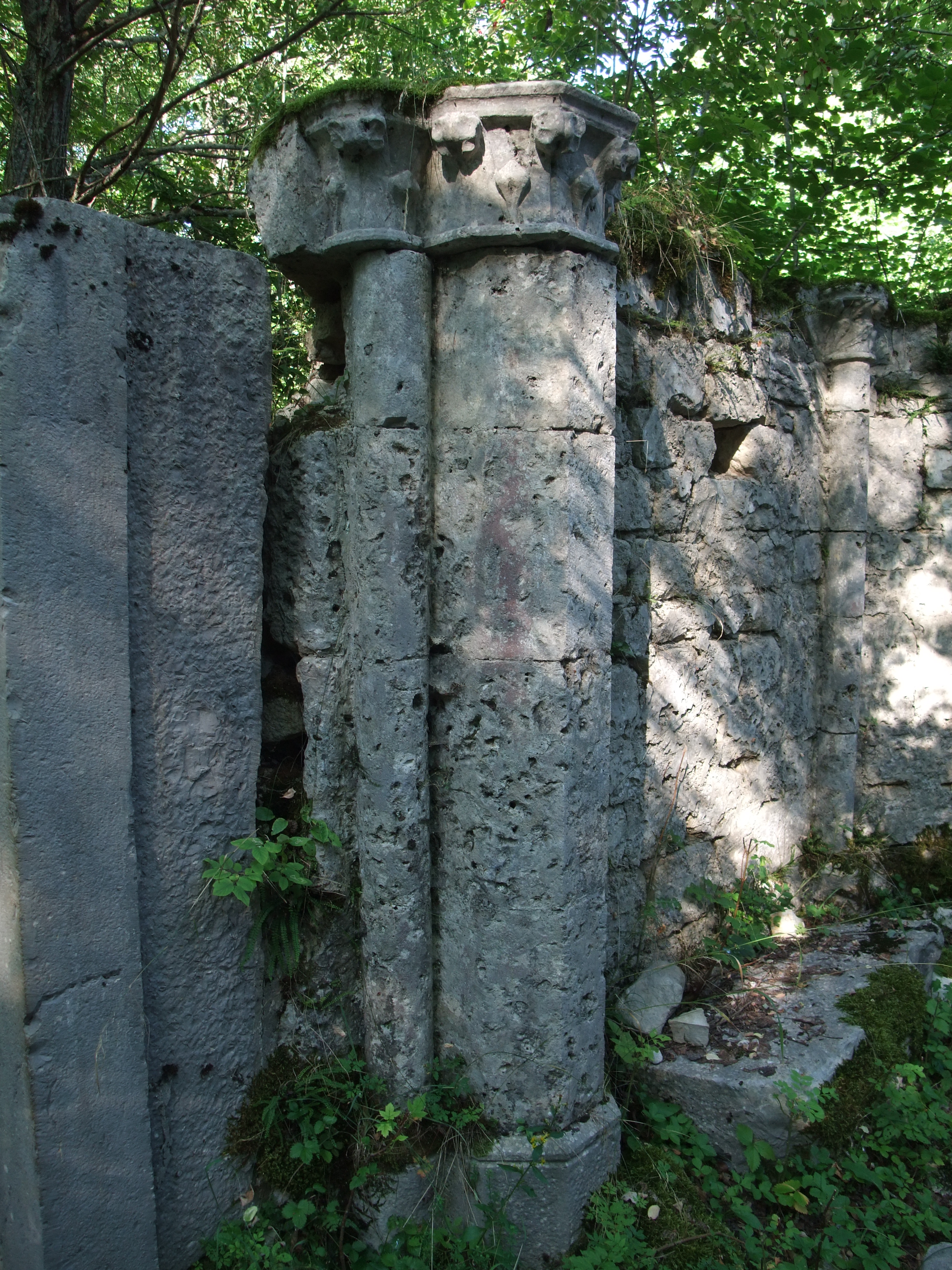
Début du chœur.

Les fouilles archéologiques ont permis de mettre au jour l'ensemble de la structure du bâtiment. Son entrée est située à l'ouest du monument ; elle donnait sur un cloître aujourd'hui disparu.
L'église abbatiale située au sud du complexe a été restituée dans ses contours et certaines parties remontées. L'abside carrée est entourée d'une chapelle pentagonale de chaque côté. Son absidiole nord, ainsi que son croisillon nord, ont été entièrement remise au jour. La nef comprend 5 travées, et une porte visible dans le collatéral nord mène au cloitre disparu. La longueur totale de l'église est de 50 mètres.
Au nord de cette abbatiale et à l'est du cloître, le bâtiment des moines avait, à partir du croisillon nord de l'abbatiale, une sacristie et la salle du chapitre. Au nord du cloître, un bâtiment renfermait le réfectoire et la cuisine. Au sud de l'abbatiale, le cimetière des moines, adossé contre le croisillon sud de celle-ci. Au nord-est de l'abbatiale, un petit cloître formait, après la destruction du premier cloître (à l'entrée), le centre de l'abbaye. Au nord-est du petit cloître, un bâtiment formé de deux vastes pièces avec un escalier à vis. Au sud-est de ce bâtiment, la première église désaffectée en chapelle funéraire. Au nord et à l'est de l'abbaye, le mur d'enceinte. Au sud de l'abbaye, un moulin est placé en contrebas de la chapelle dédiée à saint Vital. Cette chapelle abrite des expositions temporaires et une présentation du chantier de fouille.

## Historique

### Fondation
L'origine de l'abbaye de Saint-Sulpice se tient dans un prieuré fondé par un moine clunisien dans un premier site dénommé Saint-Sulpice-le-Vieux. Ce prieur, Humbert, obtient du comte Amédée III de Savoie de vastes terres qui lui permettent de créer un désert propre à l'établissement d'une communauté isolée. Mais le groupe de moines, venu pour une part de Pontigny, se tourne finalement vers l'ordre cistercien en 1130,.

### Développement
Une fois sur son emplacement actuel, l'établissement grandit et fonde des abbayes-filles. En 1155, l'abbaye prend en charge le couvent des moniales de Bons-en-Bugey sur la demande de Marguerite de Savoie, fille d'Amédée III, où elle se retire. En 1145, il est fait mention de la grange cistercienne de Chassagne, dont le terrain a été offert aux moines de Saint-Sulpice par Étienne II de Villars, malade et qui souhaitait que les religieux prient pour lui ; ce don constituait dans l'esprit de Villars la première pierre de la pose d'une abbaye sur son fief. Parti en croisade en 1147, il en revient quelques années plus tard et constate que la construction de l'abbaye n'a pas commencé. De rage, il envoie ses troupes qui brûlent grange et récoltes. La paix n'est effective entre l'abbé de Saint-Sulpice et Étienne qu'en 1158. À cette date, le sire de Villars fait amende honorable, approuvée par l'archevêque de Lyon Héraclius de Montboissier, ce qui pousse l'abbé à accomplir sa promesse. La première pierre de l'abbaye de Chassagne est posée le jour de la Toussaint 1162
Les trois dernières affiliations sont situées en Italie et sont Falleri en Toscane (1143), San Martino al Cimino près de Viterbe (1150) et San Sebastian aux catacombes près de Rome (1171).
L'abbaye développe sa puissance temporelle et fonde un certain nombre de villages aux alentours entre les XIIIe et XVe siècles ; notamment Hostiaz, Prémillieu, Thézillieu. Elle met en place un grand vignoble, à Virieu-le-Grand et Artemare. En 1601, un haras est construit dans l'abbaye. Au XVIIIe siècle, les bâtiments sont rénovés. L'abbaye creuse également en 1234 deux étangs à Genevray, respectivement de 2,7 et 4,7 hectares.
Le gastronome Jean Anthelme Brillat-Savarin fait un séjour dans l'abbaye, « vers 1782 », où il juge de la qualité des mets et particulièrement du café.

### Fin de l'abbaye
L'ensemble est vendu durant la Révolution et exploité en partie comme carrière de pierre. Entre 1968 et 1980, des fouilles archéologiques ont lieu. Les ruines de l'édifice sont inscrites au titre des monuments historiques en 1994.

## Filiation et possessions
Saint-Sulpice est fille de l'abbaye de Pontigny et mère de Falleri, Cimino et Chassagne 
Liste non exhaustive des possessions tenues en nom propre ou en fief de l'abbaye :
- maison de Longecombe, à Hauteville-Lompnes ;
- château de Machurat, à Vieu.